# Arthur Dong
Arthur E. Dong (* 1953 in San Francisco, Kalifornien) ist ein US-amerikanischer Filmproduzent, Filmregisseur, Drehbuchautor und Filmeditor.

## Karriere
Arthur Dong machte 1982 seinen Bachelor mit summa cum laude an der San Francisco State University. Dongs Karriere im Filmgeschäft begann 1970 mit seinem Kurzfilm Public, für den er das Drehbuch verfasste, und als Produzent und Regisseur verantwortlich war. Der Film, der vollanimiert ist, lässt Bilder und Texte aufeinanderfolgen und wurde mit einem geringen Budget, weniger als 50 US-Dollar, produziert. Mit seinem zweiten Dokumentarfilm Sewing Woman, der die Geschichte seiner Mutter nach der Einreise in die USA und deren kulturellen Wandel erzählt, erhielt Dong bei der Oscarverleihung 1984 eine Oscarnominierung in der Kategorie „Bester Dokumentar-Kurzfilm“. Die Auszeichnung erhielten aber Cynthia Scott und Adam Symansky für ihren Beitrag Flamenco at 5:15. Auf weiteren Filmfestspielen wurde Sewing Woman ausgezeichnet, unter anderem auf dem Chicago International Film Festival.
Von 1991 bis 1992 war Dong für dreizehn Dokumentationen für den Sender PBS verantwortlich. Für den Dokumentarfilm Coming Out Under Fire (1994), bei denen Kriegsveteranen über Homosexualität während des Zweiten Weltkriegs berichten und die US-amerikanische Schauspielerin Salome Jens als Off-Sprecher zu hören ist, erhielt Dong einen Teddy Award sowie einen Peabody Award und bei den Sundance Film Festival 1994 den „Special Jury Recognition“. Danach folgten weitere Dokumentarfilme, die sich mit dem Thema LGBT befassen. Bei der Produktion Licensed to Kill aus dem Jahr 1997, in denen Mörder konfrontiert werden, die Menschen mit homosexuellen Hintergrund ermordet haben, war unter anderem Hugh Hefner beteiligt. Weitere Filme waren Family Fundamentals welcher 2002 und The Killing Fields of Dr. Haing S. Ngor, der 2015 veröffentlicht wurde.
1982 gründete Arthur Dong Deep Focus Production und ist seitdem auch deren Vorsitzender.

## Filmografie (Auswahl)
- 1982: Sewing Woman (Dokumentar-Kurzfilm)
- 1994: Coming Out Under Fire (Dokumentarfilm)
- 2007: Hollywood Chinese